# Exploration de l'espace lointain

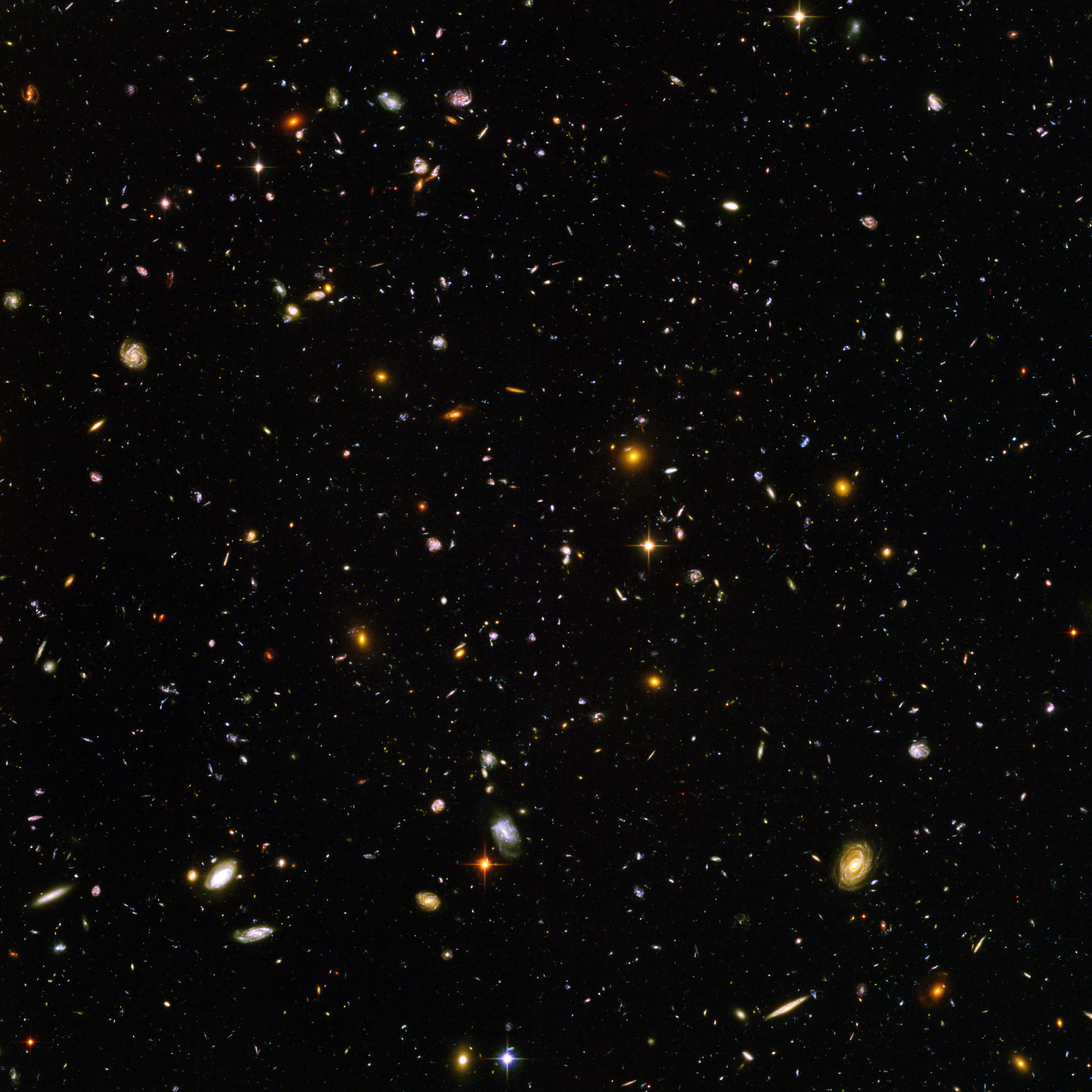
Cette image en haute résolution du Champ ultra-profond de Hubble comprend les galaxies de différentes époques, tailles, formes et couleurs. Les plus petites, qui sont également les plus rouges, sont les galaxies les plus éloignées ayant été observées par un télescope optique.

L’exploration de l’espace lointain (aussi appelée exploration de l’espace profond) est l’exploration de l’espace, au sein du Système solaire, ou à de plus grandes distances. Il s’agit d’une branche de l’astronomie, astronautique et de la technologie spatiale qui consiste à explorer les régions lointaines de l’espace. L’exploration spatiale est réalisée par des vols spatiaux habités (astronautique dans l’espace lointain) ainsi que par vaisseau spatial robotisé (en).
Jusqu’à présent, la sonde spatiale ayant décollé de la terre qui est allée le plus loin dans l’espace est Voyager 1. Le 5 décembre 2011, elle a atteint les limites du système solaire et est entrée dans l’espace interstellaire le 25 août 2012. Une exploration plus importante de l’espace n’est malheureusement pas possible dans l’immédiat, dû aux limitations concernant l’avancée technologique des moteurs des vaisseaux spatiaux.
Les technologies les plus susceptibles de faire avancer ces recherches sont l’antimatière, l’énergie nucléaire et la propulsion grâce à l’énergie de faisceaux. Cette dernière technologie semble être la plus porteuse pour ce qui est de l’exploration spatiale puisqu’elle utilise les lois de la physique et la technologie déjà développées pour d’autres usages.

## Recherches précédentes
En 2012, la DARPA (Agence pour les projets de recherche avancée de défense) a annoncé la remise d’un prix de 500 000 $ à l’astronaute retraitée Mae Jemison pour le développement d’un projet d’envoi d’astronautes en dehors du système solaire. Le but de Mae Jemison étant de susciter l’intérêt du grand public pour les prochains projets d’exploration spatiale lointaine. Au même moment que la remise du prix décerné à Mae Jemison, un colloque, le 100 Year Starship (en) a eu lieu à Houston, permettant le financement de ces voyages d’exploration. Les autres sujets abordés furent par exemple : les problèmes de temps liés à la distance, les sciences de la vie lors d’un voyage spatial, les destinations possibles et leur milieu de vie, devenir une civilisation interstellaire, comment les technologies spatiales peuvent améliorer la vie sur terre, ou encore, les intérêts économiques de l’exploration spatiale.
La recherche pour l’exploration interstellaire est en pleine expansion. En 2011, après le retrait de la navette spatiale américaine, la NASA a communiqué son intention d’investir dans le développement de trois technologies essentielles à l’exploration spatiale : une horloge atomique spatiale ; une voile solaire ; un système de communication plus performant fonctionnant grâce à des lasers qui pourront également améliorer la navigation et la propulsion pour de futures missions. En juin 2013, la NASA a annoncé avoir choisi huit astronautes américains avec pour objectif de se préparer à des missions d’exploration interstellaire en dehors de l’orbite terrestre basse. L’objectif de la NASA étant de préparer ces huit astronautes à de futurs voyages sur Mars ou sur des astéroïdes.
Le SAFIR (en), ou Single Aperture Far-Infrared Observatory, un télescope spatial cryogénisé, a été provisoirement programmé au décollage dans les années à venir, avec pour but de découvrir la formation des premières étoiles et galaxies dans l’espace interstellaire. Ce télescope sera mille fois plus précis que les deux télescopes actuellement présents dans des vaisseaux spatiaux : le Spitzer et le Herschel. Grâce à SAFIR, la NASA espère en apprendre plus sur les trous noirs, la formation et évolution des galaxies ainsi que sur la formation des systèmes stellaires dans les confins de l’espace.